# Théodore Edmond Dupuis

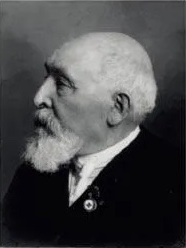
Théodore Edmond Dupuis

Théodore Edmond Dupuis (* 27. September 1833 in Harfleur, Département Seine-Maritime; † 17. Mai 1911 im 9. Arrondissement, Paris) war ein französischer Seeoffizier und Konteradmiral (Contre-amiral), der unter anderem zwischen 1894 und 1896 Oberkommandierender der Marinedivision Fernost (Division navale d’Extrême-Orient) war.

## Leben

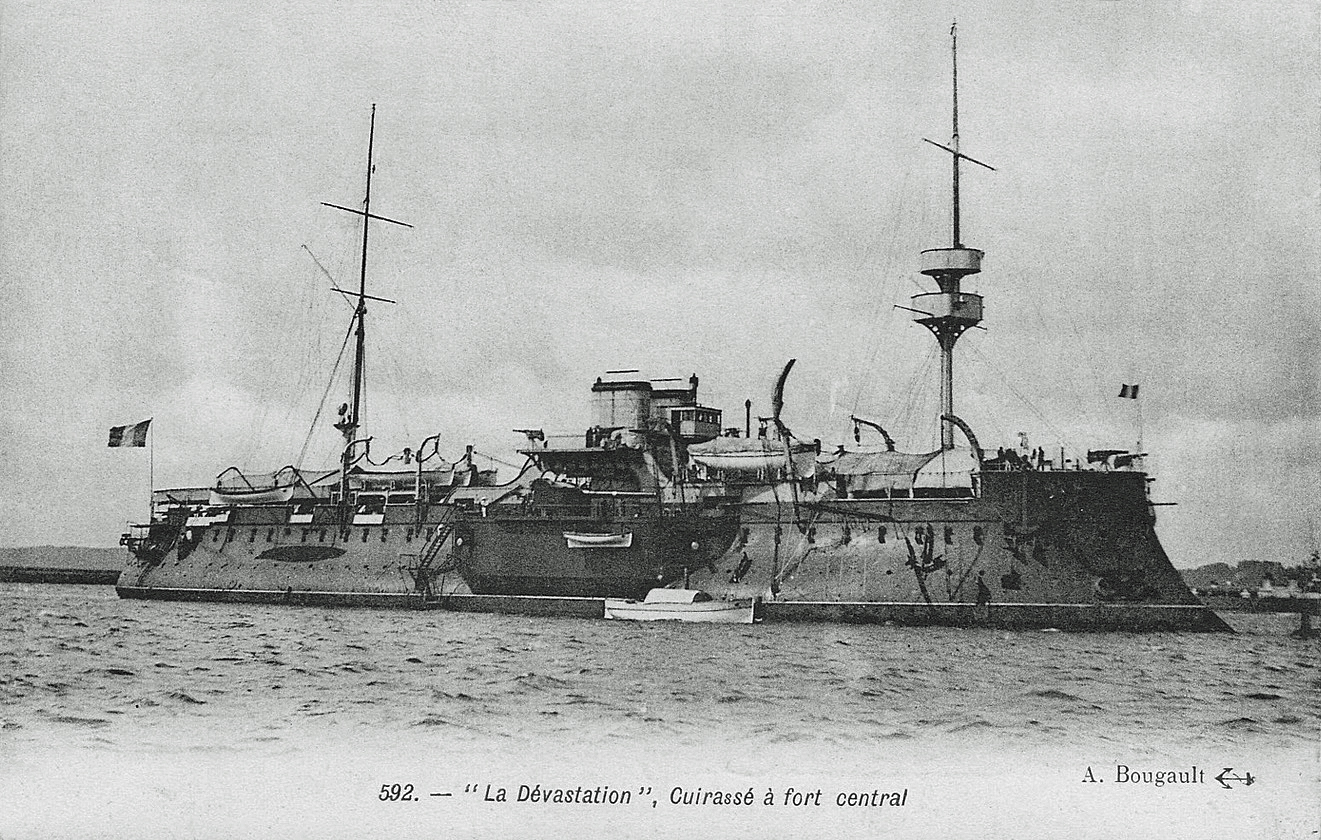
Kapitän zur See Dupuis wurde 1884 für wenige Wochen Kommandant des Panzerschiffs Dévastation.

Théodore Edmond Dupuis, Sohn von Jean Edmond Dupuis und Rose Nicole Vaquerie, begann nach dem Schulbesuch als Angehöriger der Promotion 1851 als Élève-officier seine Ausbildung zum Seeoffizier an der Marineschule (École navale), die er am 1. August 1853 auf dem Schulschiff Borda abschloss. Er nahm am Krimkrieg teil und wurde am 7. März 1855 als Aspirant de première classe zur Marinebasis Brest verlegt. Er wurde am 7. März 1857 zum Leutnant zur See (Enseigne de vaisseau de deuxième classe) befördert und war Teilnehmer am Zweiten Opiumkrieg (1856 bis 1860) sowie am Sardinischen Krieg (17. April bis 12. Juli 1859). Am 16. August 1862 erhielt er seine Beförderung zum Kapitänleutnant (Lieutenant de Vaisseau) und wurde für seine militärischen Verdienste am 13. August 1863 mit dem Ritterkreuz der Ehrenlegion ausgezeichnet. Nach verschiedenen weiteren Verwendungen nahm er am Deutsch-Französischen Krieg (19. Juli 1870 bis 10. Mai 1871) teil und wurde nach dessen Beendigung am 4. Juni 1871 zum Fregattenkapitän (Capitaine de Frégate) befördert. Am 1. Januar 1872 wurde er wiederum zur Marinebasis Brest verlegt und übernahm am 1. Januar 1876 den Posten als stellvertretender Kommandant der École navale sowie als Erster Offizier des dazugehörigen Schulschiffs Borda.

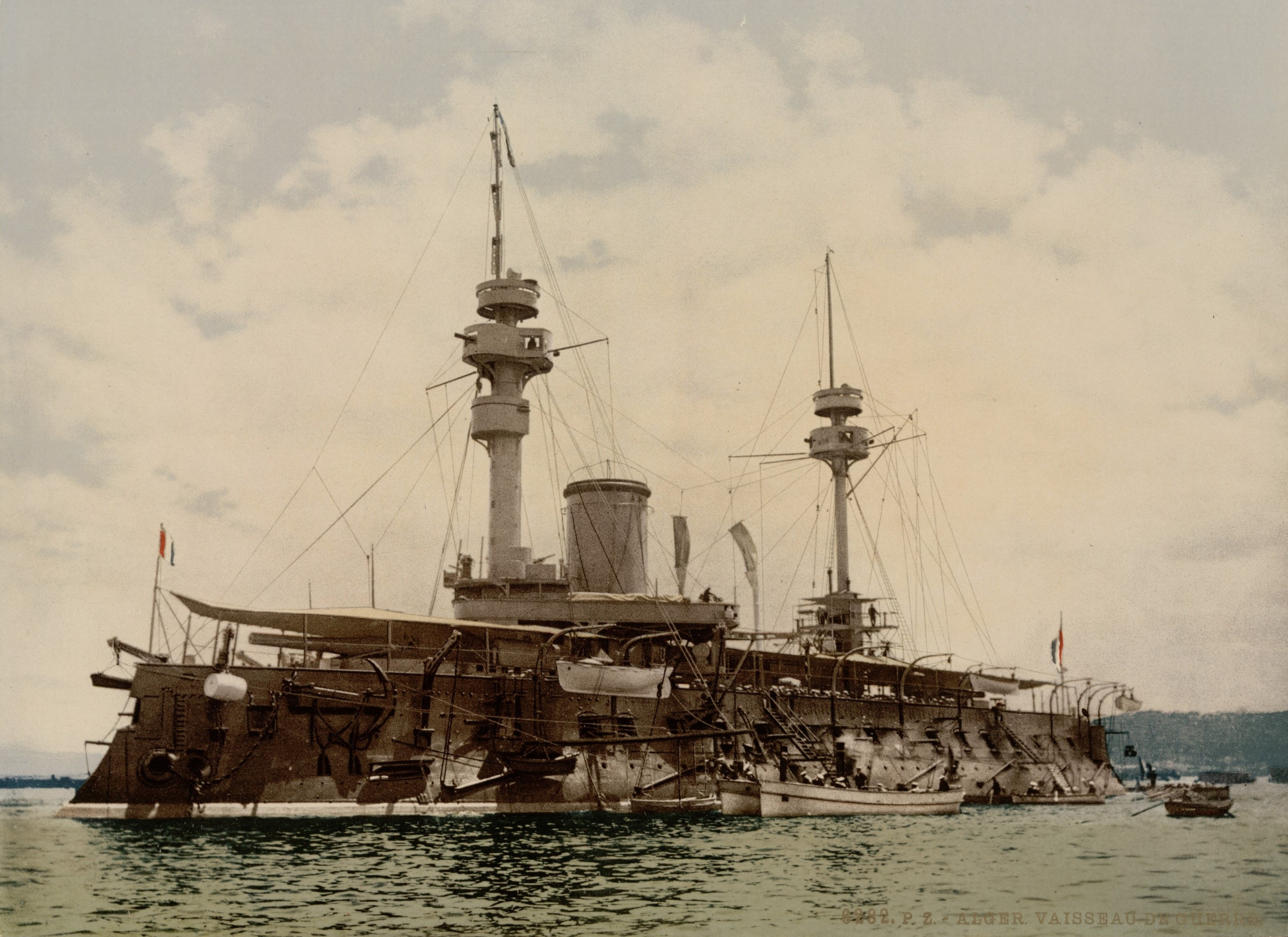
1891 war Flottillenadmiral Dupuis auf dem Schlachtschiff Formidable Chef des Stabes des Geschwaders Westliches Mittelmeer und Levante.

Am 21. Dezember 1878 wurde Dupuis Kommandant des mit drei Kanonen ausgestatteten Kanonenbootes Crocodile sowie zugleich Kommandant des Marinestützpunktes Granville. Dort wurde ihm am 3. Februar 1880 das Offizierskreuz der Ehrenlegion verliehen. Am 7. Januar 1881 wurde er zum Militärhafen Toulon versetzt und empfing am 5. November 1883 seine Beförderung zum Kapitän zur See (Capitaine de Vaisseau). Am 25. Dezember 1884 wurde er Kommandant des Panzerschiffs Dévastation, behielt dieses Kommando allerdings nur bis zum 31. Januar 1885. Am 1. Januar 1886 wurde er Kommandant des zur Marinedivision Fernost gehörenden Panzerschiffs Turenne, das zugleich Flaggschiff des Oberkommandierenden der Marinedivision Fernost, Konteradmiral Henri Rieunier, war. Im Anschluss fungierte er zwischen 1888 und 1890 auf der Marinebasis Brest als Kommandant der École des mousses, eine Marineausbildungsschule auf der Marinebasis Brest.
Am 18. Februar 1891 wurde er ebenfalls zum Konteradmiral (Contre-amiral) befördert und wurde am 1. Januar 1891 auf dem Schlachtschiff Formidable Chef des Stabes von Vizeadmiral Henri Rieunier, der nunmehr Oberbefehlshaber des Geschwaders Westliches Mittelmeer und Levante (Escadre de Méditerranée occidentale et du Levant) war. Für seine Verdienste wurde ihm am 12. Juli 1893 die Würde eines Kommandeurs der Ehrenlegion verliehen. Zuletzt wurde er am 1. Januar 1894 Oberkommandierender der Marinedivision Fernost (Division navale d’Extrême-Orient) mit dem Panzerschiff Bayard als Flaggschiff. Am 1. Januar 1896 schied er aus dem aktiven Militärdienst aus und wurde in die Reserve versetzt. Dupuis, der auch Mitglied der Société académique de Brest war, war mit Marie Caroline Alleaume verheiratet.